# Albéric Ruzette
Albéric Emmanuel Henri Marie Ghislain Ruzette (Sint-Joost-ten-Node, 22 juli 1866  - Brugge, 25 mei 1929), meestal Albert genoemd, was een Belgisch politicus voor de Katholieke Partij.

## Biografie

### Familie
Albert Ruzette was een zoon van Léon Ruzette, arrondissementscommissaris van Ieper, gemeenteraadslid van Brugge en gouverneur van West-Vlaanderen, en Félicie d'Anethan. In 1901 erfde hij de baronstitel van zijn vader. Zijn grootvader was Félix d'Anethan, staalfabrikant, gedeputeerde van Luxemburg en lid van de Tweede Kamer. Hij trouwde in 1892 in Koolkerke met Berthe van Caloen de Basseghem (1869-1952), schepen van Moregem. Het echtpaar kreeg zeven zoons en vier dochters die voor een talrijk nageslacht zorgden, waaronder:
- Etienne Ruzette (1894-1960), die de baronstitel erfde, ambassadeur en adjunct-kabinetschef van de koning, trouwde in 1921 in Namen met Marthe Visart de Bocarmé (1898-1969), dochter van Ferdinand Visart de Bocarmé, burgemeester van Émines. Ze kregen drie zoons en twee dochters, met afstammelingen tot heden.
- Marguerite-Marie Ruzette (1895-1951), trouwde in 1920 in Brussel met Philippe Powis de Tenbossche (1892-1976). Ze kregen twee zoons en drie dochters, met afstammelingen tot heden.
- Walther Ruzette (1898-1982), majoor tijdens de Eerste Wereldoorlog, trouwde in 1920 in Ramegnies-Chin met Simone de Villers Grandchamps (1901-1995), dochter van Fernand de Villers Grandchamps, majoor bij de infanterie. Ze kregen drie zoons en twee dochters, met afstammelingen tot heden.
- Jacques Ruzette (1900-1974), advocaat en schepen van Moregem, trouwde in 1927 in Brussel met barones Sabine Nothomb (1904-1992). Ze kregen een zoon en vier dochters, maar geen verdere mannelijke afstammelingen.
- Suzanne Ruzette (1902-1990), trouwde in 1923 in Brussel met baron Jean de Loën d'Enschedé (1900-1974). Ze kregen een zoon en een dochter, met afstammelingen tot heden.
- Christian Ruzette (1903-1989), belangrijk verzetsman tijdens de Tweede Wereldoorlog, trouwde in 1928 in Brugge met Ghislaine de Brouwer (1907-1992). Ze kregen een zoon en vier dochters, met afstammelingen tot heden.
- Marie-Madeleine Ruzette (1905-1984), trouwde in 1928 in Brussel met Arnold de Kerchove d'Ousselghem (1906-1979). Ze kregen drie zoons en twee dochters, met afstammelingen tot heden.
- Anne-Marie Ruzette (1907-1990), trouwde in 1926 in Brugge met Joseph de Potter d'Indoye (1901-1986). Ze kregen een zoon en vier dochters, met afstammelingen tot heden.

### Loopbaan
Na middelbare studies in Ieper, Brugge en Doornik studeerde Ruzette rechten aan de Katholieke Universiteit Leuven. In 1890 vestigde hij zich als advocaat in Brugge (in 1926-27 was hij stafhouder) en begon hij Nederlands te leren. Hij bleef tot in 1907 voorzitter van de Algemene Studentenbond in Leuven en was de stichter van de studentenclub Moeder Brugse.
In 1892 werd hij verkozen tot katholiek provincieraadslid van West-Vlaanderen voor Brugge en bleef dit tot in 1902. Hij werd politiek zeer actief, onder meer als voorzitter-stichter van de turnvereniging van de Gilde der Ambachten, als voorzitter-stichter van de Katholieke Voorwacht en als lid van de provinciale toezichtscommissie op de psychiatrische inrichtingen. Hij was ook lid en proost van de Edele Confrérie van het Heilig Bloed.
In 1902 werd Ruzette verkozen tot volksvertegenwoordiger. In 1907 werd hij benoemd tot gouverneur van West-Vlaanderen (1907-1912). In zijn diverse functies was hij belangrijk voor de uitbouw van de haven van Zeebrugge. Hij bekommerde zich ook zeer om de zeevisserij en de vissershaven van Zeebrugge. In 1912 werd hij opnieuw tot volksvertegenwoordiger verkozen, na een epische strijd die hij had gevoerd tegen het kartel van liberalen en christendemocraten van Florimond Fonteyne, tijdens een tussentijdse verkiezing. Fonteyne en Ruzette werden beiden gekozen.
Hij bleef volksvertegenwoordiger van 1912 tot 1913 en werd vervolgens senator, een mandaat dat hij tot aan zijn dood uitoefende. Tijdens de Eerste Wereldoorlog bleef hij in Brugge en was hij actief in het Nationaal Hulp- en Voedingscomité. Hij werd na de oorlog minister van landbouw (1918-1921) en minister van Landbouw en Openbare Werken (1921-1925). Gedurende die jaren behoorde hij tot de meest invloedrijke politici van het land.
Ruzette voerde de senaatslijst aan voor de verkiezing van 25 mei 1929. Hij overleed in de nacht voor de verkiezingen, maar werd niettemin als kopman verkozen.

## Publicaties
- Petit guide de la charité catholique à Bruges, 1897.
- Brief aan de werklieden van La Brugeoise opdat zij niet zouden betoogen
- Pater Matthew of de opkomst van de ontghouderszaak in Ierland, 1893.